# Schistostoma nigrosetosum
Schistostoma nigrosetosum är en tvåvingeart som beskrevs av Chvala 1987. Schistostoma nigrosetosum ingår i släktet Schistostoma och familjen styltflugor.
Artens utbredningsområde är Grekland. Inga underarter finns listade i Catalogue of Life.